# Меріан Едельман
Маріан Райт Едельман (нар. 6 червня 1939 р.) — американська активістка за права дітей. Вона протягом усього свого професійного життя була захисницею американців, які перебувають у неблагополучному становищі. Є засновником і президентом фонду захисту дітей.

## Ранні роки
Маріан Райт народилася 6 червня 1939 року в Беннетсвіллі, Південна Кароліна. Її батьком був Артур Джером Райт, міністр баптистів, а її мати — МерімЛеола Боуен. У 1953 році її батько помер від серцевого нападу, коли дівчині було 14 років, закликаючи її в своїх останніх словах: «Не дозволяй нічому перешкоджати твоїй освіті».

## Освіта
Маріан Райт навчалася в середній школі Марлборо в Беннетцвіллі, яку закінчила в 1956 році і продовжила навчання в коледжі Спелмана в Атланті, штат Джорджія. Завдяки навчальним досягненням їй було присвоєно стипендію Меррілл, яка дозволила  подорожувати та навчатися за кордоном. Вона вивчала французьку цивілізацію в університеті Сорбонна та в Женевському університеті в Швейцарії.
Два місяці під час  другого семестру за кордоном вона навчалася в Радянському Союзі як стипендіат Ліля. У 1959 році вона повернулася до Спелмана та долучилася до руху за громадянські права. У 1960 році вона була заарештована разом з 14 іншими студентами.Вона закінчила Спелмана як валідікторіанка. Маріан Райт продовжила вивчати право і поступила в Єльський юридичний факультет, де вона була стипендіатом Джона Хей Уітні, і отримала доктор права у 1963 році. Член делегації «Delta Sigma Theta».
У травні 2018 року Едельман отримала  почесний  докторський ступінь університету Ла-Салле.

## Діяльність
Едельман була першою афроамериканською жінкою, прийнятою до штату «Міссісіпі» в 1965 році. Вона почала займатися правом з офісу Міссісіпі з юридичного захисту та навчального фонду NAACP працюючи над питаннями расової справедливості, пов'язаними з рухом за громадянські права та представляючи активістів. Вона також допомогла створити програму Head Start.
Едельман переїхала в 1968 році до Вашингтона, округ Колумбія, де вона продовжувала свою роботу і сприяла організації кампанії бідних людей Мартіна Лютера Кінга-молодшого і Південно-християнської конференції лідерства. Вона заснувала Вашингтонський дослідницький проект, юридичну фірму, що займається громадськими інтересами, а також зацікавилася питаннями, пов'язаними з розвитком дітей та дітьми.
У 1973 році вона заснувала Фонд захисту дітей як пристановище для бідних дітей, дітей різних рас та дітей-інвалідів. Організація слугувала центром пропаганди та досліджень з питань дітей, документуючи проблеми дітей, які потребують, та можливі рішення. Вона також була причетна до кількох шкільних випадків дегрегації та працювала в колегії Групи розвитку дитини Міссісіпі, яка представляла одну з найбільших програм «Head Start» в країні.
Будучи лідером та головним прес-секретарем CDF, Едельман працювала над тим, щоб переконати Конгрес Сполучених Штатів щодо реконструкції піклування, підтримки усиновлення, покращення догляду за дітьми та захисту дітей, які є інвалідами, бездомними, жорстокими або знехтуваними. Вона висловлює це: «Якщо вам не подобається  світ таким, яким він є, у вас є зобов'язання змінити його. Просто робіть крок за кроком».
Вона продовжує виступати за запобігання вагітності серед молоді, фінансування догляду за дітьми, допологову допомогу, більшу батьківську відповідальність у навчанні цінностям та зменшення того, що вона бачить у підданні дітям заборони насильницьких образів, переданих засобами масової інформації. Кілька книг Едельман підкреслюють важливість прав дітей. У своїй книзі 1987 року під назвою «Сім'ї в небезпеці: порядок денний соціальних змін» Едельман заявила: «Як дорослі,ми відповідальні за задоволення потреб дітей. Це наше моральне зобов'язання. Ми породили їх народження та їхнє життя, і вони не можуть боротися за себе». Едельман є членом правління Фонду Робін Гуда, заснованого в Нью-Йорку, благодійної організації, присвяченої ліквідації бідності.

## Особисте життя
Під час подорожі Джозефа С. Кларка та Роберта Ф. Кеннеді в дельті Міссісіпі в 1967 році вона познайомилася з Пітером Едельманом, помічником Кеннеді. Вони одружилися 14 липня 1968 року. У Едельман та її чоловіка, зараз професора права Джорджтаун, троє дітей: Джошуа, Йона та Езра. Джошуа — адміністратор освіти; Йона працює в галузі пропаганди освіти та заснував «Стенд для дітей»; Езра — телепродюсер і режисер, який виграв премію «Оскар» за свій документальний фільм «О. Дж.: Зроблений в Америці».

## Відзнаки та нагороди
- 1982: Candace Award, National Coalition of 100 Black Women
- 1985: MacArthur Fellowship
- 1985: Barnard Medal of Distinction
- 1986: Doctor of Laws, honoris causa Bates College
- 1988: Albert Schweitzer Prize for Humanitarianism
- 1991: Award for Greatest Public Service Benefiting the Disadvantaged, an award given out annually by Jefferson Awards.
- 1992: Boy Scouts of America, Silver Buffalo Award
- 1993: National Women's Hall of Fame
- 1995: Community of Christ International Peace Award
- 1996: Heinz Award in the Human Condition
- 2000: Presidential Medal of Freedom
- 2004: The National Women's History Project named her one of their Women's History Honorees, «2004: Women Inspiring Hope and Possibility»
- 2009: Honorary Doctor of Humane Letters (L.H.D.) from Whittier College
- 2010: A Marlboro County library named in her honor in her hometown of Bennettsville, South Carolina.
- 2011: Rathbun Visiting Fellow at Stanford University
- 2017: Received Doctor of Humane Letters as an honorary degree from the Ohio State University